# Johnstonella angustifolia
Johnstonella angustifolia är en strävbladig växtart som först beskrevs av John Torrey, och fick sitt nu gällande namn av Hasenstab och M.G.Simpson. Johnstonella angustifolia ingår i släktet Johnstonella och familjen strävbladiga växter. Inga underarter finns listade i Catalogue of Life.